# 二木の菓子
二木の菓子（にきのかし）は、1947年（昭和22年）に設立された菓子の小売・現金問屋。正式名称は株式会社二木。社長は二木（ふたつぎ）正人。
量り売りや、日本国外の菓子の販売などが特色。関連会社に二木ゴルフ、ディスカウント二木がある。

## 概要
1947年に二木源治が板橋に「二木食品工業所」を設立し、菓子の製造・行商を始める。1949年（昭和24年）からアメ横に店舗を構え、小売・現金問屋となる。それから24年後の1973年（昭和48年）にゴルフ部門を設立し、ゴルフ用品の販売に乗り出すようになる。ゴルフ部門は6年後の1979年（昭和54年）に別法人化されて「二木ゴルフ」になった。
二木の菓子は1960年代から同一のCMソングによる独特なテレビコマーシャルでもよく知られる。1964年（昭和39年）から初代林家三平の「二木」を連呼するCMが関東ローカルで話題となった。三平の死後も弟子の林家こん平、長男林家こぶ平（現・9代目林家正蔵）、次男2代目林家三平（元・いっ平）ら一門がCMを引き継いでいる。9代目正蔵の長男の林家たま平(初代三平の孫)もイベント等には参加している。有名な「やすくてどうもスミマセン」というキャッチコピーは林家三平のギャグをもとにしているが、これは三平自身がアドリブで考案したという説もある。
のちにプロボクサーとなり、WBA世界フライ級タイトル5連続防衛を果たす大場政夫は中学卒業後の1965年（昭和40年）4月から二木に勤めていた。当初は同社の寮から通勤していたが、同年6月、王子駅近くの帝拳に入門したのを機にジムの寮からの通勤が認められた。

## 沿革
- 1947年（昭和22年）5月 - 個人経営による菓子製造および卸売業としてスタート。
- 1951年（昭和26年）5月 - 資本金80万円にて二木製菓（株）を設立。「菓子現金問屋二木の菓子」として本格的に業界に進出。
- 1956年（昭和31年）1月 - 資本金を200万円に増資するとともに、商号を（株）二木に変更。
- 1973年（昭和48年）
  - 10月 - 第2営業所を移転し、アメ横ニューセンターを開設。菓子、衣料品、輸入雑貨食料品などを含む総合店として発足する。
  - 11月 - ゴルフ事業部を設立（現・株式会社二木ゴルフ）。
- 1978年（昭和53年）3月 - 雑貨店「ディスカウント二木」展開。
- 1979年（昭和54年）5月 - 足立物流センター稼働。
- 1985年（昭和60年）5月 - 資本金を1,200万円に増資。
- 1994年（平成6年） - 上野アメ横地区以外で「二木の菓子」の展開開始。
- 2017年（平成29年）- 創業70周年。

## 店舗
台東区上野のアメヤ横丁に2店舗、その他関東地方に展開している。出店店舗の一覧・詳細情報は公式サイト「店舗ご案内（2015年1月時点）」を参照。

### 閉店
- 滝山店（東京都東久留米市）2006年3月20日閉店
- 新松戸店（千葉県松戸市）2008年3月10日閉店
- 志村坂上店（東京都板橋区志村）
- 取手戸頭店（茨城県取手市）2009年10月18日閉店
- せんげん台店（埼玉県越谷市）2010年7月25日閉店
- 吉川店（埼玉県吉川市）2011年3月15日閉店
- ディスカウント保谷店（東京都西東京市）2011年7月10日閉店

## テレビ番組
- 日経スペシャル カンブリア宮殿 客を笑顔に 地方を元気に!菓子専門店の独自すぎる経営術（2019年2月7日、テレビ東京）- 出演：二木 社長 二木正人[2]。

## 書籍

### 関連書籍
- 『なぜ20円のチョコでビルが建つのか？ アメ横・老舗『二木の菓子』門外不出の販促術』（著者:二木英一）（2015年1月26日、秀和システム）ISBN 9784798042855